# 애플 스튜디오 디스플레이

애플 스튜디오 디스플레이는 애플의 최신 독립형 디스플레이다. 슬림한 알루미늄 디자인에 카메라, 스피커, 마이크가 내장된 고해상도 5K LCD 디스플레이이다. 스튜디오 디스플레이의 가격은 2,090,000원부터이며 맥 스튜디오(2,690,000원)와 함께 출시되었다.

## 구매 방법
현재 애플 공식 홈페이지에서 2,090,000원으로 구매가 가능하며, 한국은 아직 출시 예정이다. Nano-texture 글래스 버전은 2,490,000원부터 시작하며, 기울기 조절 스탠드, 기울기 및 높이 조절 스탠드, VESA 마운트 어댑터를 추가할 수 있다.

## 디자인
스튜디오 디스플레이 27인치는 Pro Display XDR과 유사하지만 더 단순한 디자인이 특징이다. 크기는 27인치이고 상단, 하단 및 측면에 슬림한 검정색 베젤이 있다.
상단 베젤에 카메라가 있고 케이스와 스탠드는 은색 알루미늄이어서 맥 스튜디오와 같은 애플의 은색 알루미늄 맥 제품과도 잘 어울리는 색상이다. 스탠드의 구멍은 케이블 라우팅에 사용되며, 후면에는 주변장치와 연결할 수 있는 여러 개의 포트가 있다.
디스플레이는 높이 18.8인치, 넓이 24.5인치며 옵션으로 선택한 스탠드에 따라 전체 높이와 설치 공간은 달라질 수 있다. 표준 스탠드를 사용하면 무게는 약 6.3kg이다.

### 스탠드 옵션
54만원을 더하면 높이 조절까지 가능해진다. 기울기 정도는 30도까지로 동일하며 10.5cm의 높이 조정이 가능해진다.
마운팅 옵션을 생각하시는 구매자들은 기울기 조절 스탠드와 동일한 가격에 VESA 마운트를 구입할 수 있다. VESA 마운트를 사용하면 스튜디오 디스플레이를 가로 모드와 세로 모드에서 사용할 수 있다.

## 디스플레이 퀄리티
스튜디오 디스플레이는 현재 단종된 애플의 27인치 아이맥과 비슷한 5K 디스플레이다. 6K Pro 디스플레이 XDR에 비해 해상도가 낮고 밝기와 명암비가 낮아서 가격대가 더 저렴한 제품이다.
5120 x 2880 해상도, 인치당 218 픽셀, 최대 밝기는 600 니트이다. 10억가지 색상을 지원하고 생생하고 사실적인 색을 위한 와이드 색상이 지원된다. 투르톤 기능을 사용하면 디스플레이의 화이트 밸런스를 실내 주변 조명에 맞춰 조정하기 때문에 자연스럽고 눈이 더 편안하다.
애플에 따르면 표준 디스플레이는 “극도로 낮은 반사율”로 설계되었지만 빛이 반사가 많이 되는 위치를 위해 눈부심이 훨씬 적은 나노 텍스처 유리 옵션도 제공하고 있다.

## 나노 텍스처 글래스
Pro 디스플레이 XDR에 처음으로 도입된 나노 텍스처 유리 코팅을 사용해서 표준 디스플레이보다 반사율과 눈부심이 줄어드는 유리이다.
애플의 나노 텍스처는 대비를 유지하면서 빛을 산란시켜 눈부심을 최대한 줄이는 무광택이다. 업그레이드 하려면 40만원을 추가해야 한다.
나노 택스처 글래스는 청소할 때 특수 연마천을 사용해야 하고, 구성품으로 함께 포함되어 있다.

### A13 칩
스튜디오 디스플레이는 애플 최초로 칩이 내장되어 있다. 아이폰 11에서 사용된 A13 바이오닉이 탑재되어 있다. A13칩은 카메라와 스피커 성능을 강화시켜 준다.

## 카메라
스튜디오 디스플레이에는 아이패드에 사용되는 카메라와 유사한 1200만화소 f/2.4 초광각 카메라가 장착되어 있다. 카메라의 화각은 122도이며 센터 스테이지도 지원된다.
센터 스테이지는 화상 통화중에 사용자가 화면안에 위치하도록 유지시켜 주는 기능을 한다. 더 넓은 화각으로 카메라는 적절하게 확대를 하며 움직임도 따라간다. A13 칩은 사용자가 정면에 머물 수 있도록 따라가는 기능도 한다.
다른 사람이 통화에 참여하면 카메라가 사람을 감지하고 모든 사람이 보이도록 조절한다. 센터 스테이지는 페이스타임 용으로 설계되었지만 줌과 스카이프와 같은 타사 어플에서도 잘 작동한다.

### 스피커
스튜디오 디스플레이에는 총 6개의 스피커가 탑재되어 있다. 4개는 force-cancelling 우퍼이며 2개는 고성능 트위터가 있는 스피커이다. 맥용으로 제작된 스피커 시스템이 적용되어 있다.
넓은 스테레오 사운드를 제공하고 화상 및 전화통화를 위한 3개의 마이크도 있다. 마이크는 높은 주변 소음을 줄여주는 기능도 포함하고 있다.
A13 칩으로 공간 음향과 Dolby Atmos도 지원한다. 맥 미니와 맥 스튜디오에서는 지원되지 않는 시리 기능도 포함되어 있다.

## 연결성
스튜디오 디스플레이 후면에는 총 4개의 포트가 있다. 96W 충전을 지원하는 업스트림 썬더볼트 3 포트가 하나 있는데 맥북을 충전하기에도 충분하다. 14인치 맥북 프로는 빠르게 충전되지만 최대 140W를 지원하는 16인치 맥북 프로에서는 충전속도가 느려질 수 있다.
스튜디오 디스플레이에는 주변 장치, 스토리지 및 네트워크 장치를 연결하는데 쓰이는 10Gb/s의 속도의 3개의 USB-C포트도 있다.
1미터의 썬더볼트 케이블도 포함되어 있으며 긴 케이블을 별도로 구입하는 것도 가능하다.

## 호환성
스튜디오 디스플레이는 macOS 몬테레이를 실행하는 2016년 이후 맥과 호환되며 아래에 리스트를 만들어 두었다.
- 맥 스튜디오 (2022)
- 16형 MacBook Pro(2019년 이후 모델)
- 14형 MacBook Pro(2021년)
- 13형 MacBook Pro(2016년 이후 모델)
- 15형 MacBook Pro(2016년 이후 모델)
- MacBook Air(2018년 이후 모델)
- 맥 미니(2018년 이후 모델)
- Mac Pro(2019년 이후 모델)
- 24형 아이맥(2021년 이후 모델)
- 27형 iMac(2017년 이후 모델)
- 21.5형 iMac(2017년 이후 모델)
- 아이맥 프로 (2017년 이후 모델)

이 외에도 3세대 12.9인치 아이패드 프로 이후 모델, 11인치 아이패드 프로 전 모델, 5세대 아이패드 에어와도 호환된다. 이 외의 USB-C 아이패드의 경우 디스플레이를 태블릿과 함께 사용할 수는 있지만 아이패드는 전체 5K 해상도가 적용되지 않으며 1440p로 축소된다.